# 博阿兹·米希尔
格林·奥利弗·米希尔（英語：Glyn Oliver Myhill，1982年11月9日—）出生於美國加利福尼亞州莫德斯托，通常被稱為博阿兹·米希尔（Boaz Myhill），是一名已退役職業足球員，司職門將，代表威爾斯參加國際賽。
米希爾的父親是美國人，而威爾斯籍的母親來自兰戈伦，在米希爾年僅1歲時移居英格蘭，居於接近威爾斯邊界的奥斯沃斯特里。

## 生平

### 阿士東維拉
米希爾在12歲之齡加盟阿士東維拉，在維拉公園球場（Villa Park）擔任博斯尼奇、詹姆斯、舒梅切尔及恩科爾曼的副車。
2002年1月22日，已達19歲的米希爾獲外借到史篤城一個月作為正選門將卡特雷的後補，但僅一週即被召回。稍後再次獲外借到布里斯托城三個月，在布里斯托城的19場比賽中的18場擔任沒有上場的後備，只因被徵召代表英格蘭U-20而錯失了一場布里斯托城對昆士柏流浪的英格蘭聯賽錦標比賽。
米希爾在2002年11月獲外借到當時仍在甲組的巴拉福特，但其在一隊的處子比賽卻被錫菲聯五度射破大門。在短期試用後，米希爾於2003/04年開季獲馬爾斯菲接納借用三個月。在經歷16場出色的比賽後，馬爾斯菲的領隊摩斯極希望延長借用期，但阿士東維拉卻在2003年年尾將米希爾轉借給史托港。

### 侯城
當史托港領隊麦克罗伊試圖收購米希爾時，侯城領隊泰勒快一步從中截胡，由於米希爾覺得侯城較有前途，故於2003年12月13日以5萬英鎊轉會費加盟約克郡東瑞丁的「老虎」，簽約兩年半。
自從加盟侯城後，米希爾的進步贏得侯城球迷的支持，迅即成為球隊的首選門將，更是侯城兩次連續升級的重要功臣，將球隊由第四級的丙組升級到英冠，在2004/05年球季僅缺陣一場聯賽。2005/06年球季米希爾保持佳態，由於在對昆士柏流浪時被判在禁區外用手觸球，遭罰離場及停賽，因而缺陣一場；在作客對史篤城時更救出兩個十二碼，在場的作客球迷高呼：『米希爾代表英格蘭』。在球季結束後，米希爾獲選為「侯城足球先生」，更是「四四二」雜誌（FourFourTwo）50名最佳聯賽球員中排名最高的守門員。米希爾獲侯城加薪續約到2008年6月。2007年8月米希爾再簽三年新約。
米希爾是侯城升級英超的功臣之一，聯同隊友阿什比、道森及弗兰斯成為將侯城從最低級別升級到頂級聯賽的四虎將之一。2009年季初米希爾續約三年至2012年。

### 西布朗
2010年夏季侯城降班返回英冠兼債務纏身，須要出售球員套現，熱刺、富咸及西布朗等三支英超球隊均對標價200萬英鎊的米希爾表示興趣，最終新升班的西布朗以150萬英鎊取得米希爾，於7月30日正式簽訂三年合約，與球隊隊長史葛·卡臣爭逐正選門將席位。
2011年7月29日西布朗與伯明翰城進行球員交換，借用對方英格蘭門將賓·科士打，而米希爾則反方向轉投伯明翰城，為期一個球季。
2013年3月12日，西布朗與威爾斯足球代表隊代表米希尔簽署兩年合約，另球會有選擇延長多一年。

### 國家隊
米希尔曾代表英格蘭的少年及U-20隊參加國際賽，在國際足協的新例下不會影響其參加美國或聯合王國中任何一方的成年代表隊資格。早於2006年威爾斯已曾徵召米希爾入伍，但他以女兒剛誕生及狀態不佳而惋拒。由於正選門將軒尼斯需於2008年3月26日為威爾斯U-21出席一場對波黑U-21爭取2009年歐洲U-21足球錦標賽外圍賽出線的重要比賽，米希爾獲選於同日首次代表威爾斯出戰對盧森堡的友誼賽，半場後補入替，最終以2-0獲勝。

## 名字
米希尔的父母一次在以色列旅遊時，一個名為博阿兹（Boaz）的少年協助他們搬運行李，兩人對這名字情有獨中，在懷有米希爾時希望為兒子命名博阿兹。其舅父母在米希爾出生前到訪，認為博阿兹一名會令未來外甥抱憾終生；最終米希爾的父母同意在兒子的出生證明採用其舅父的名字──格林（Glyn）。惟兩人後悔莫及，一直只稱呼兒子為博阿兹，故米希爾對外自稱為博阿兹·米希尔。

## 外部連結
- 足球数据库：博阿兹·米希尔的球员统计数据
- 西布朗官網球員簡介 （英文）
- 威爾斯足總球員簡介 （英文）
- 博阿兹·米希尔簡歷侯城官網
- Myhill's journey back to Premier League （页面存档备份，存于）